# Cinturão de rochas verdes
Greenstone Belts ou Cinturões de Rochas Verdes é uma associação de rochas metavulcânicas e metassedimentares que alcançam um metamorfismo regional na fácies xisto verde de baixas temperaturas e pressões. A cor verde é indicadora da sua mineralogia que inclui minerais como clorita, actinolita e epidoto que são típicos de rochas máficas alteradas (ricas em Fe e Mg). Os Greenstone Belts são divididos em três grupos estratigráficos principais, sendo o primeiro, da base, constituído por lavas toleíticas e komatiíticas; o do meio, formado por rochas vulcânicas intermediárias a félsicas; e, o superior, composto por sedimentos como formações ferríferas bandadas (FFB), grauvacas, conglomerados, arenitos e conglomerados.

## Processos de formação
O processo de formação dos Cinturões de Rochas Verdes é interpretado como sendo por meio de antigos arcos de expansão oceânica que posteriormente sofreram compressão e metamorfismo, juntando vários arcos em um cinturão. Essas sequências são formadas numa diversidade de ambientes, como rifte continental evoluído, bacias marginais, arcos de ilha, bacias de retroarco e ambientes oceânicos gerados por influência de hot spots. Esses cinturões são mais comuns no Arqueano e no Paleoproterozóico, mas há exemplos no mundo de greenstones do Fanerozóico. Essas associações estão sempre relacionados ao vulcanismo submarino e são responsáveis por grande número de metais preciosos, principalmente ouro, prata, chumbo, níquel, cromo, zinco e associação de Pb‐W‐Zn-Ag (Cobre) .
Há diferença entre os greenstones do Arqueano, Proterozoico e Fanerozoico em relação às rochas basais. No Arqueano, há uma relação, apesar de pouco clara, entre as camadas de basalto-peridotito e os granitos confinados a estes. No Proterozóico, os cinturões estão assentados em granito-gnaisses, ou mesmo em outros greenstone belts, e no Fanerozoico há exemplos de vulcanismo de arco de ilhas, sedimentação de arco e sequências ofiolíticas. Essas diferenças são interpretadas como sendo pela diferença de maturidade dos processos movidos pelas placas tectônicas. Enquanto no Arqueano ainda não havia uma crosta terrestre madura, no Proterozoico, o magmatismo estava ocorrendo em torno de crátons e já havia fontes de sedimentos, porém com pouca reciclagem da crosta, o que permitia a preservação maior de sedimentos. Já no Fanerozoico, a cobertura continental já era mais extensa e havia menor fluxo de calor do manto, contribuindo para uma maior preservação dos sedimentos e maior influência das massas continentais[carece de fontes?].

## Coluna estratigráfica
Os greenstone belts comumente apresentam dois conjuntos estratigráficos, um basal, composto essencialmente por rochas metavulcânicas (metakomatiítos e metabasaltos) e um superior, composto por rochas metassedimentares (metaturbiditos, xistos carbonosos, formações ferríferas bandadas etc).

## Distribuição
Os Cinturões de Rochas Verdes estão distribuídos ao longo da história geológica desde os cinturões Fanerozoicos Franciscanos da Califórnia, onde temos fácies xisto verde e azul reconhecidas, até os cinturões do Paleozoico de Lachlan Fold Belt, no leste da Austrália, além de diversos exemplos que ocorrem no Proterozoico e Arqueano.
As Rochas Verdes arqueanas são encontradas em Slave Craton, norte do Canadá, nos crátons de Pilbara e Yilgarn, oeste da Austrália, Cráton de Gawler no Sul da Austrália, em Wyoming Craton nos Estados Unidos, Kaapvaal craton no Leste da África, ainda ocorrem em Madagascar, porções do norte da Escandinávia e na Península de Kola (região russa fronteiriça com a Finlândia). Um dos mais famosos Cinturões de Rochas Verdes, o Barbeton ocorre na África do Sul, onde foram descobertos depósitos auríferos.
As Rochas verdes do Proterozoico ocorrem comprimidas como “sanduíches” entre os crátons de Pilbara e Yilgarn na Austrália, enquanto no Canadá o Abitibi Greenstone Belt ocorre como um dos maiores Greenstone Belts arqueano do mundo. Os cinturões ofiolíticos do Fanerozoico ocorrem no âmbito Complexo Franciscano, no sul da América do Norte (Lachlan Fold Belt), no leste da Austrália (Gympie Terrane), nos ofiolitos de Oman e circundando o escudo das Guianas. Os cinturões geralmente estão associados a depósitos de ouro, prata, cobre, zinco e lítio.

## Importância econômica
Os cinturões de rochas verdes são responsáveis por grande parte de depósitos minerais ao redor do mundo, sendo os mais notáveis de ouro. Também são importantes os depósitos de prata, chumbo, cobre, níquel, cromo e zinco. Diversas empresas de mineração mantêm projetos de exploração mineral das mais diversas substâncias minerais nestas áreas. No Brasil, estão relacionados a importantes áreas de exploração aurífera, tanto no passado como no presente. No Estado de Goiás, os cinturões de rochas verdes de Crixás, Guarinos e Pilar de Goiás, assim como de Goiás e Faina estão relacionados aos grandes ciclos de garimpo existentes nestas regiões, assim como atualmente por grandes mineradoras, tendo destaque a Mineração Serra Grande, em Crixás. Na Bahia, o cinturão de rochas verdes do Rio Itapicuru também é importante economicamente, havendo a Mineração Fazenda Brasileiro no município de Barrocas. De maior importância econômica, é o cinturão de rochas verdes de Rio das Velhas, no estado de Minas Gerais, com inúmeras minas de ouro como a de Morro Velho e São Bento.

## Mineralização e Depósitos Minerais Associados a Greenstone Belts[6]
Os depósitos minerais de classe Mundial também denominados de “Word Class” apresentam grandes reservas com mais de 5Mt de metal contido, geralmente são polimetálicos, e apresentam posição geográfica e situação de infraestrutura privilegiadas. 

### Zn-Cobre ( Zinco-Cobre)
Os depósitos sulfetados de Zn-Cobre, ocorrem associados com vulcanismo andesítico a félsico em sucessões arqueanas de Greenstones.  É importante ressaltar que esse tipo de depósito é irrisório em Greenstone Belts mais antigos que 2.7 bilhões de anos. As rochas hospedeiras geralmente são piroclásticas, principalmente brechas.
Podemos classificar os depósitos em maciços ou stringer, onde temos o primeiro representado por corpos maciços de minério de Zn-Cobre e no segundo porções menos concentradas constituídas por veios anastomosados, geralmente discordantes com as rochas encaixantes, esses corpos se dão em forma de funil. Comparado a depósitos do Fanerozoico, temos que os depósitos arqueanos são deficientes em Pb, contendo maior concentração de Zn do que Cobre.

### Fe (Formações Ferríferas)
Em geral as formações ferríferas são precipitados químicos, consistindo em bandas intercaladas de chert e minerais ricos em ferro (óxidos, carbonatos, silicatos ou sulfetos). As camadas se apresentam variando desde espessuras milimétricas até vários centímetros. Em Rochas Verdes do arqueano, as formações ferríferas, variam de poucos metros até mais de 100 m em espessura, ocorrendo geralmente em formato de lentes, estando intimamente ligadas à rochas vulcânicas.

### Au (Ouro)
Os depósitos de ouro em Rochas Verdes do arqueano ocorrem em 4 categorias principais: tipos estratiforme, sulfetos maciços, filão de quartzo e disseminados. Ainda ocorre uma categoria menor dada pelos depósitos do tipo Placer.
Todos ocorrem dentro de Cinturões de Rochas verdes, mas os filões podem ocorrer também nas margens de plútons graníticos. O tipo estratiforme é encontrado em formações ferríferas bandadas, onde o ouro é encontrado em sulfetos e carbonatos, o ouro é incluso em pequenos grãos de pirita ou arsenopirita. As camadas individualizadas de ferro contendo ouro, possuem geralmente menos de 5m  de espessura, se encontrando intercaladas com carbonato ferruginoso, argilitos ou rochas vulcânicas.
A principal ocorrência de ouro arqueano se dá por filões, stockworks e veios de quartzo. Os depósitos disseminados ocorrem principalmente em sedimentos clásticos, em depósitos stratabound relativamente espessos. Os depósitos econômicos de ouro estão principalmente confinados a terrenos metamórficos de fácies xisto verde.

## Exemplos Brasileiros

### Almas (Tocantins)
Este greenstone belt é um dos muitos localizados na região sul da Província de Tocantins. Ocorre dentro do Maciço Mediano de Goiás, que fica entre os cinturões dobrados Brasília-Uruaçu a leste e Paraguai-Araguaia a oeste. É composto de uma sequência de rochas metavulcânicas (Formação Córrego do Paiol), recoberta por uma unidade metassedimentar (Formação Morro do Carneiro), que é cortada por intrusões graníticas. A Mina de Ouro Paiol é considerada o maior depósito de ouro da região.

### Crixás (Goiás)
O Cinturão de Rochas Verdes de Crixás, ocorre na região central do Brasil, ele consiste em rochas vulcânicas-sedimentares de fácies metamórficas xisto verde a anfibolito de baixo grau, contendo a sexta maior reserva de ouro do País, e a maior da região Centro-Oeste. O ouro ocorre em corpos mineralizados associados a falhas de empurrão de baixo ângulo, onde estratigrafia é cortada por diques máficos .

### Faina e Serra de Santa Rita (Goiás)
Estes greenstone belts estão localizados na porção sul do terreno Arqueano Paleoproterozoico de Goiás, encontram-se dispostos em um sinforme de orientação NW-SE e estão separados pela Falha Faina. Estes greenstones encontram-se em contato tectônico marcado por zonas de cisalhamento com vergência para NE que modificaram completamente sua arquitetura original e estão localizados entre os complexos Uvá e Caiçara. Os dois são constituídos de sequências de base que são recobertas por rochas metassedimentares.

### Guarinos (Goiás)
O cinturão de rochas verdes Guarinos é limitado a norte pelas rochas neoproterozóicas do arco Magmático de Goiás; ao sul pelas rochas metassedimentares da sequência pós-rift (paleo-mesoproterozóica) e; a leste e a oeste, é limitado através de contatos tectônicos pelos complexos Moquém e Caiamar, respectivamente. Sua estratigrafia é representada da base para o topo por: metakomatiítos, serpentinitos, talco xisto e filitos carbonosos (Formação Serra do Cotovelo); metabasalto, anfibolito e intercalações de filitos carbonosos (Formação Serra Azul), metaturbiditos derivados de basaltos (Formação São Patricinho), formação ferrífera bandada (Formação Aimbé) e  quartzo-sericita, quartzo-sericita-clorita filitos e filito carbonoso (Formação Cabaçal).

### Morro do Ferro (Minas Gerais)

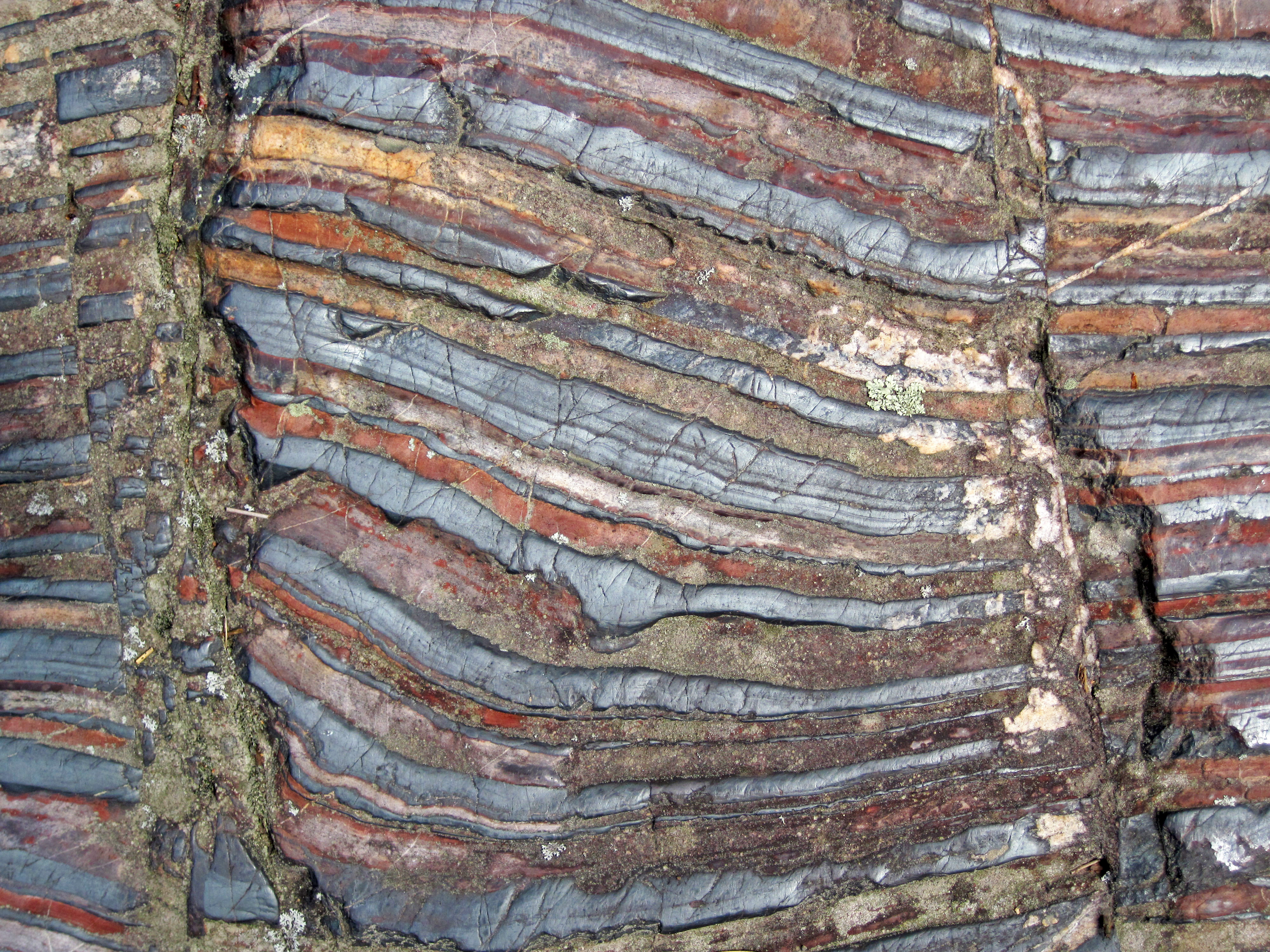
Formação Ferrífera Bandada arqueana, típica de Greestone Belts.

Ocorre a sudoeste de Minas Gerais, em um segmento linear de 30 km de largura média, e abrange as cidades de Cássia até Lavras. Esse Greenstone Belt são divididos em sequências Inferior, Intermediária e Superior. Tanto a sequência Inferior quanto a Superior consistem em derrames de basaltos komatiíticos e lentes de peridotitos, e em ambas as sequências ocorrem níveis de formações ferríferas bandadas. A sequência Intermediária, observa-se pacotes de serpentinitos, piroxenitos e anfibolitos não muito espessos, além de formação ferrífera bandada demarcando o limite entre ciclos vulcânicos.

### Mundo Novo (Bahia)
O Cinturão de Rochas Verdes de Mundo Novo , inclui granitos mais recentes ao leste do Cráton São Francisco, o seu embasamento compreende TTGs ortognaisses, migmatitos, metariolitos e metagranitos. O Cinturão é dividido em em três sequências litológicas:  a primeira inferior é formada por metakomatiítos, a segunda intermediária formada por metabasaltos, metadacitos e rochas metassedimentares, a terceira superior é formado por rochas metassedimentares silissiclásticas. Além disso ainda ocorrem plutons graníticos na região, denominados como metagranitos Areia Branca e Jequitibá.

### Pilar de Goiás (Goiás)
Localizado no estado de Goiás, na base é composto por metakomatiítos e metabasaltos, estas rochas estão relacionadas a derrames ultramáficos, que foram serpentinizados. Destacam-se também xistos com minerais tais como talco, clorita, tremolita, carbonato e serpentina. Estes derrames estão intercalados com formações ferríferas bandadas e preservam estruturas primárias tais como a textura spinifex. No topo destacam-se as rochas metassedimentares, rochas basálticas e lentes de ultramáficas, intercalados com material detrítico e material carbonoso.
Nesta sequência foram descritas ocorrências de ouro que estariam associadas a processos exalativos de fundo vulcânico.

### Pitangui (Minas Gerais)
O greenstone belt Pitangui tem sido tentativamente associado em termos litoestratigráficos, de idade e tipos de mineralização ao melhor estudado Greenstone Rio das Velhas. Pitangui é um greenstone belt estreito localizado 100 km NW do Rio das Velhas, entre as cidades de Pará de Minas e Pitangui. É composto por rochas metavulcânicas ultramáficas e máficas, rochas metavulcânicas intermediárias intercaladas com FFB, filitos carbonáceos, metarenitos e metapelitos. Este cinturão é cercado por domos TTG e intrudido por granitoides.

### Riacho de Santana (Bahia)
O greenstone belt de Riacho de Santana possui idade arqueana e encontra-se localizado no sudoeste do Estado da Bahia, Brasil. Este greenstone ocorre como unidade no embasamento cristalino do Bloco Gavião. As rochas neste greenstone são divididas em três unidades litoestratigráficas. Uma unidade Inferior que compreende rochas ultramáficas komatiíticas com finas intercalações de meta-basaltos e meta-gabros com quartzitos, meta-cherts, rochas cálcio-silicáticas e xistos aluminosos associados. Outra unidade Intermediária, composta por meta-basaltos e meta-gabros, meta-tufos de composição intermediária a ácida, xistos aluminosos e xistos grafitosos. E, uma unidade Superior que é constituída de uma sequência de rochas silicáticas-carbonáticas.

### Rio das Velhas (Minas Gerais)[17]

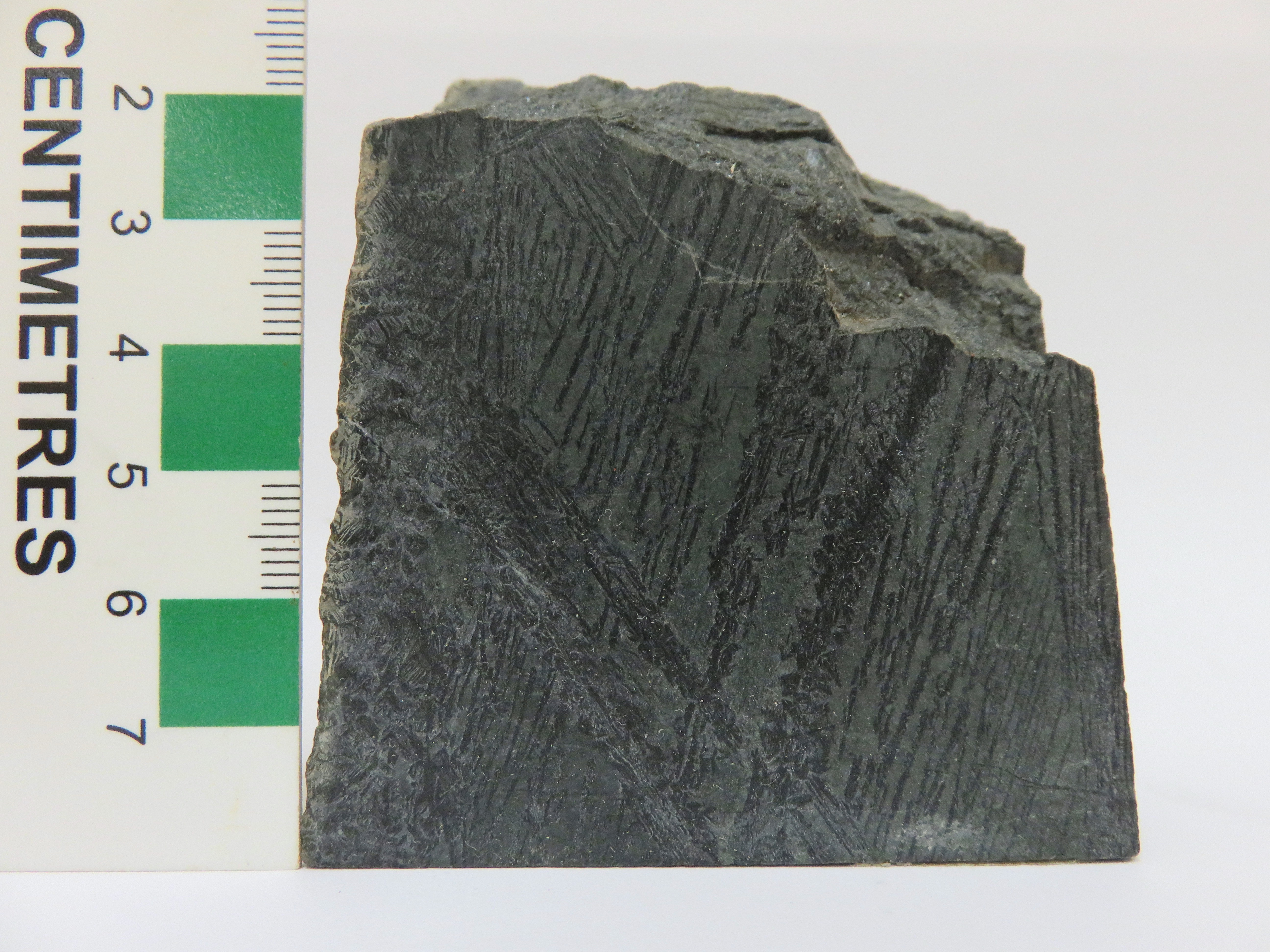
Komatiito com textura spinifex. Típico de Greenstone Belts.

O Supergrupo Rio das Velhas foi definido como Greenstone Belt pela primeira vez em Almeida, 1976 e  Schorscher, 1976 . Porém, isto constitui uma certa controvérsia, uma vez que  Greenstone Belt Rio das Velhas apresenta uma porção representativa de rochas sedimentares, além de ocorrências menores de componentes vulcânicos, quando comparado aos outros Greenstone Belts .
Da base pro topo, o Supergrupo Rio das Velhas pode ser dividido em :
- Grupo Quebra-Osso: Os komatiitos peridotíticos do Arqueano no leste do QF, a base da sequência greenstone belt Rio das Velhas [21];
- Grupo Nova Lima: Rochas ultramáficas, máficas e vulcânicas félsicas, BIF, arenito e Grauvacas [20];
- Grupo Maquiné: o contato dele com o Nova Lima alterna entre inconforme e gradacional. Este grupo é dividido nas Formações Palmital e Casa Forte. Na base está a Palmital, constituída de arenitos e quartzo-arenitos, seguida pelos arenitos e conglomerados da Casa Forte [20].

São atribuídas sete associações de litofácies para o Supergrupo Rio das Velhas. Da base para o topo, são elas:
- vulcânicas máficas e ultramáficas: basalto magnesiano, komatiito peridotítico;
- Sedimentares vulcano-químicas: basalto toleítico, BIFs;
- Sedimentares clasto-químicas: pelitos, BIFs;
- vulcanoclásticas: tufo, arenito, turbidito;
- ressedimentadas: turbiditos epiclásticos;
- costais: arenitos, ritmitos;
- não marinhas: arenitos e conglomerados [21].

A partir de datações U-Pb de zircões em rochas sedimentares, as idades máximas de deposição são: 2730Ma para a fácie não marinha, 2744 Ma para a fácie ressedimentada  , e 2750 Ma para a associação costeira .
Ao todo são atribuídos quatro eventos deformacionais ao Rio das Velhas, com características distintas, diferenciadas entre si por padrões de crenulação, lineação e foliação . Podem ser vistas na figura, sendo Dn1 a mais antiga e Dn4 a mais recente.

### Rio-Itapicuru (Bahia)
O greenstone belt Rio Itapicuru é um dos principais greenstone belts da América do Sul. Ele é considerado uma sequência vulcano-sedimentar afetada por metamorfismo, de idade Paleoproterozoica, que encontra-se localizada no Bloco Arqueano Serrinha, na porção NE do Craton São Francisco, no Estado da Bahia. A sequência vulcano sedimentar é dividida da base para o topo em: unidade vulcênica máfica, unidade  vulcânica félsica e unidade vulcanoclástica sedimentar.

### Andorinhas  (Pará)
O greenstone belt do Supergrupo Andorinhas localiza-se no terreno Granito-Greenstone de Rio Maria no estado do Pará, porção sudeste do Cráton Amazônico. Constituem-se as principais litologias desta unidade, os komatíitos e basaltos toleíticos. Estas rochas têm origem num evento vulcânico de idade de cerca de 2.9 bilhões de anos. Este evento teve caráter máfico-ultramáfico, com contribuições ácidas e sedimentares subordinadas.

### Serra das Pipocas (Ceará)
Localizado no Ceará, o greenstone belt Serra das Pipocas é composto por metabasaltos, na forma de anfibolitos, metavulcânicas intermediárias a félsicas, rochas metassedimentares, metacherts, mármores, intrusões tonalíticas (TTG), metaplutônicas máficas a ultramáficas, serpentinitos e leucogranitos. Os metabasaltos apresentam estruturas primárias bem preservadas, tais como pillow lavas. As rochas metaplutônicas máficas e ultramáficas são associadas a complexos ígenas acamadados.

### Vila Nova (Amapá)
O greenstone belt Vila Nova encontra-se localizado no sudeste do Escudo das Guianas, nordeste do Cráton Amazônico. É uma unidade metavulcano‑sedimentar que repousa sobre os ortognaisses e granitóides do Complexo Tumucumaque, do Complexo Guianense e dos granitos Anauerapucu e Mungubas. A base do Complexo Vila Nova é composta por metabasaltos, metandesitos e raros metadacitos. Sua unidade superior, por sua vez, é constituída dominantemente por metassedimentos clásticos, intercalados com rochas metavulcânicas máficas e químico-exalativas subordinadas. As rochas metassedimentares são compostas de espesso pacote de quartzitos, quartzitos hematíticos e xistos pelíticos, com níveis subordinados de metaconglomerados e de hematita filitos.

## Minas Famosas
- Mina de Ouro Grasberg, Indonésia: Localizada na província de Papua, na Indonésia, a mina de Grasberg é uma das maiores minas de ouro e cobre do mundo. É operada pela PT Freeport Indonesia.
- Mina de Ouro Super Pit, Austrália: Localizada no Greenstone Belt de Yilgarn, na Austrália Ocidental, a mina Super Pit é uma das maiores minas a céu aberto do mundo. Ela produziu quantidades significativas de ouro desde a sua descoberta em 1893.
- Mina de Ouro Obuasi, Gana: Localizada no Greenstone Belt de Ashanti, em Gana, a mina Obuasi é uma das minas de ouro mais antigas e produtivas do mundo. Está em operação desde 1897 e é operada pela AngloGold Ashanti.
- Mina de Ouro Homestake, Estados Unidos: Localizada no estado de Dakota do Sul, nos EUA, a mina Homestake foi uma das maiores minas de ouro do país. Operou por mais de 125 anos, produzindo mais de 40 milhões de onças de ouro ao longo de sua história. Está situada no Greenstone Belt de Black Hills.
- Mina de Ouro Kalgoorlie, Austrália: Localizada no Greenstone Belt de Kalgoorlie, na Austrália Ocidental, a mina de Kalgoorlie é uma das maiores minas de ouro da Austrália. A mina Super Pit mencionada anteriormente está localizada dentro do complexo de mineração de Kalgoorlie.
- Mina Morro do Ouro, Brasil: Localizada no estado de Goiás, a mina está situada no Greenstone Belt de Crixás, uma região conhecida por seus depósitos de ouro de alto teor. Operada pela AngloGold Ashanti, a Mina Morro do Ouro tem uma longa história de produção de ouro e é uma das principais minas de ouro em operação no Brasil.